# Lijst van vliegvelden in Rwanda
Lijst van vliegvelden in Rwanda, gesorteerd op locatie.

## Lijst
| LOCATIE   | ICAO | IATA | VLIEGVELD NAAM                     |
| --------- | ---- | ---- | ---------------------------------- |
| Nyamata   |      |      | Luchthaven Bugesera Internationaal |
| Butare    | HRYI | BTQ  | Luchthaven Butare                  |
| Cyangugu  | HRZA | KME  | Luchthaven Kamembe Internationaal  |
| Gisenyi   | HRYG | GYI  | Luchthaven Gisenyi                 |
| Kigali    | HRYR | KGL  | Luchthaven Kigali Internationaal   |
| Nemba     | HRYN |      | Luchthaven Nemba                   |
| Ruhengeri | HRYU | RHG  | Luchthaven Ruhengeri               |